# Puchar Rosji w koszykówce mężczyzn
Puchar Rosji w koszykówce mężczyzn (ros. Кубок России по баскетболу среди мужчин) – cykliczne krajowe rozgrywki sportowe, prowadzone systemem pucharowym, organizowane corocznie (co sezon) przez Rosyjską Federację Koszykówki dla rosyjskich męskich klubów koszykarskich. Drugie – po mistrzostwach Rosji/VTB – rozgrywki w hierarchii ważności, w rosyjskiej koszykówce.

## Historia
Po raz pierwszy Puchar Rosji został rozegrany w 2000 roku. Następnie po dwóch latach przerwy wznowiono turniej i od 2003 roku jest rozgrywany corocznie.
W sezonie 2010/11 cztery drużyny z PBL nie wzięły udziału w rozgrywkach pucharu: CSKA Moskwa, Dinamo Moskwa, Chimki Moskwa i Uniks Kazań. Rok później do zawodów nie przystąpiło pięć zespołów z PBL: CSKA Moskwa, Jenisiej Krasnojarsk, Chimki, Lokomotiw Kubań i Uniks.

## Zwycięzcy
- 1999-00  Lokomotiw Wody Mineralne
- 2000-02 nie rozgywano
- 2002-03  Uniks
- 2003-04  Ural Great
- 2004-05  CSKA Moskwa
- 2005-06  CSKA Moskwa
- 2006-07  CSKA Moskwa
- 2007-08  Chimki
- 2008-09  Uniks
- 2009-10  CSKA Moskwa
- 2010-11  Spartak Petersburg
- 2011-12  Krasnyje Krylja
- 2012-13  Krasnyje Krylja
- 2013-14  Uniks
- 2014-15  Nowosybirsk
- 2015-16  Parma Basket
- 2016-17  Nowosybirsk
- 2017-18  Lokomotiw Kubań

### Tytuły według klubu

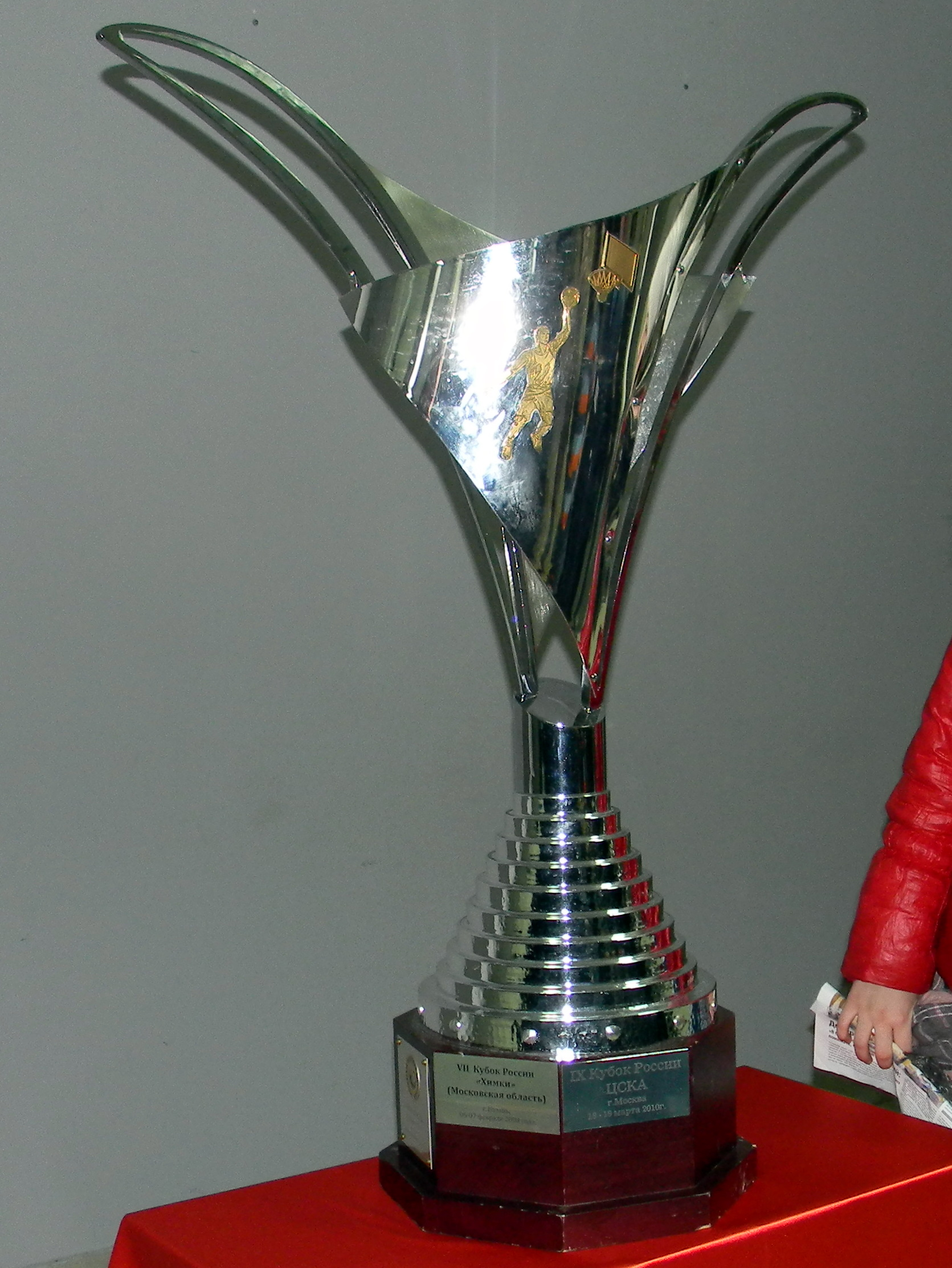
Trofeum Pucharu Rosji z 2011 roku

| Klub               | Mistrzostwa | Wicemistrzostwa | Zwycięskie lata                    | Przegrane finały          |
| ------------------ | ----------- | --------------- | ---------------------------------- | ------------------------- |
| CSKA Moskwa        | 4           | 3               | 2004-05, 2005-06, 2006-07, 2009-10 | 2002-03, 2003-04, 2007-08 |
| Uniks              | 3           | 3               | 2002-03, 2008-09, 2013-14          | 2004-05, 2006-07, 2009-10 |
| Krasnyje Krylja    | 2           | –               | 2011-12, 2012-13                   |                           |
| Spartak Petersburg | 1           | 2               | 2010-11                            | 1999-00, 2012-13          |
| Chimki             | 1           | 1               | 2007-08                            | 2005-06                   |
| Lokomotiw Kubań    | 1           | 1               | 1999-00                            | 2013-14                   |
| Ural Great         | 1           | –               | 2003-04                            |                           |
| Nowosybirsk        | 1           | –               | 2014-15                            |                           |
| Dinamo Moskwa      | –           | 2               |                                    | 2008-09, 2014-15          |
| Parma Basket       | –           | 1               |                                    | 2015-16                   |
| Niżny Nowogród     | –           | 1               |                                    | 2010-11                   |
| Spartak Primorje   | –           | 1               |                                    | 2011-12                   |

## Final Four
| Sezon     | Zwycięzca                | 2. miejsce         | Półfinaliści             | Półfinaliści                 | Gospodarz        | MVP                  |
| --------- | ------------------------ | ------------------ | ------------------------ | ---------------------------- | ---------------- | -------------------- |
| 1999–2000 | Lokomotiw Mineralne Wody | Spartak Petersburg | Ural Great (3)           | Dinamo-Awtodor Volgograd (4) | Soczi            |                      |
| 2002–03   | Uniks                    | CSKA Moskwa        | Ural Great               | Chimki                       | Jekaterynburg    |                      |
| 2003–04   | Ural Great               | CSKA Moskwa        | Uniks (3)                | Chimki (4)                   | Perm             |                      |
| 2004–05   | CSKA Moskwa              | Uniks              | Dinamo Moskwa (3)        | Chimki (4)                   | Moskwa           |                      |
| 2005–06   | CSKA Moskwa              | Chimki             | Uniks (3)                | Triumf Lubiercy (4)          | Chimki           | Theo Papalukas       |
| 2006–07   | CSKA Moskwa              | Uniks              | Dinamo Moskwa            | Triumf Lubiercy              | Kazań            | Aleksiej Sawrasienko |
| 2007–08   | Chimki                   | CSKA Moskwa        | Uniks                    | Dinamo Moskwa                | Widnoje          | Maciej Lampe         |
| 2008–09   | Uniks                    | Dinamo Moskwa      | CSKA Moskwa (3)          | Triumf Lubiercy (4)          | Lubiercy         | Krešimir Lončar      |
| 2009–10   | CSKA Moskwa              | Uniks              | Spartak Petersburg (3)   | Chimki (4)                   | Moskwa           | Wiktor Chriapa       |
| 2010–11   | Spartak Petersburg       | Niżny Nowogród     | Jenisiej Krasnojarsk (3) | Lokomotiw Kubań (4)          | Krasnojarsk      | Pero Antić           |
| 2011–12   | Krasnyje Krylja          | Spartak Primorje   | Spartak Petersburg (3)   | Ural Jekaterynburg (4)       | Samara           | Brion Rush           |
| 2012–13   | Krasnyje Krylja          | Spartak Petersburg | Spartak Primorje (3)     | Jenisiej Krasnojarsk (4)     | Władywostok      | Aaron Miles          |
| 2013–14   | Uniks                    | Lokomotiw Kubań    | Chimki                   | Krasny Oktyabr               | Kazań, Krasnodar | Andrew Goudelock     |
| 2014–15   | Nowosybirsk              | Dinamo Moskwa      | Krasnyje Krylja          | Spartak Primorje             | Nowosybirsk      | Siergiej Tokariew    |
| 2015–16   | Parma Basket             | Zenit Petersburg   | CSK VVS Samara           | Temp SUMZ                    | Moskwa           | Aleksandr Winnik     |
| 2016–17   | Nowosybirsk              | Sachalin           | Parma (3)                | Temp-SUMZ-UGMK (4)           | Jekaterynburg    | Siergiej Tokariew    |
| 2017–18   | Lokomotiw Kubań          | Niżny Nowogród     | Nowosybirsk (3)          | Irkut (4)                    | Krasnodar        | Dmitry Kułagin       |
| 2018–19   | Parma                    | Niżny Nowogród     | Nowosybirsk (3)          | Spartak Petersburg (4)       | Niżny Nowogród   | Aleksander Platunow  |